# Coll de les Basses
El Coll de les Basses és una collada situada a 1.787 m alt del terme comunal de Prats de Molló i la Presta, de la comarca del Vallespir, a la Catalunya del Nord.
És al centre de la zona nord-oest del terme de Prats de Molló i la Presta, al sud-est del Coll de Bise. En aquest coll hi ha una taula d'orientació per a excursionistes. Es troba a llevant de la Cabana d'en Miquel i a ponent de la Collada Gran.
El Coll de les Basses és un dels llocs sovintejats pels excursionistes que fan rutes pel Massís del Canigó.